# Église Saint-Paxent de Cluis
L'église Saint-Paxent de Cluis est une église catholique française. Elle est située sur le territoire de la commune de Cluis, dans le département de l'Indre, en région Centre-Val de Loire.

## Situation
L'église se trouve dans la commune de Cluis, au sud du département de l'Indre, en région Centre-Val de Loire. Elle est située dans la région naturelle du Boischaut Sud. L'église dépend de l'archidiocèse de Bourges, du doyenné du Boischaut Sud et de la paroisse de Neuvy-Saint-Sépulchre.

## Historique
L'église est construite entre le XIIe siècle et le XVIe siècle. Elle est reconstruite après un incendie en 1152 et son clocher, placé à l'origine à la croisée du transept, s'est effondré en 1793. L'édifice est inscrit au titre des monuments historiques, le 13 juillet 1927.

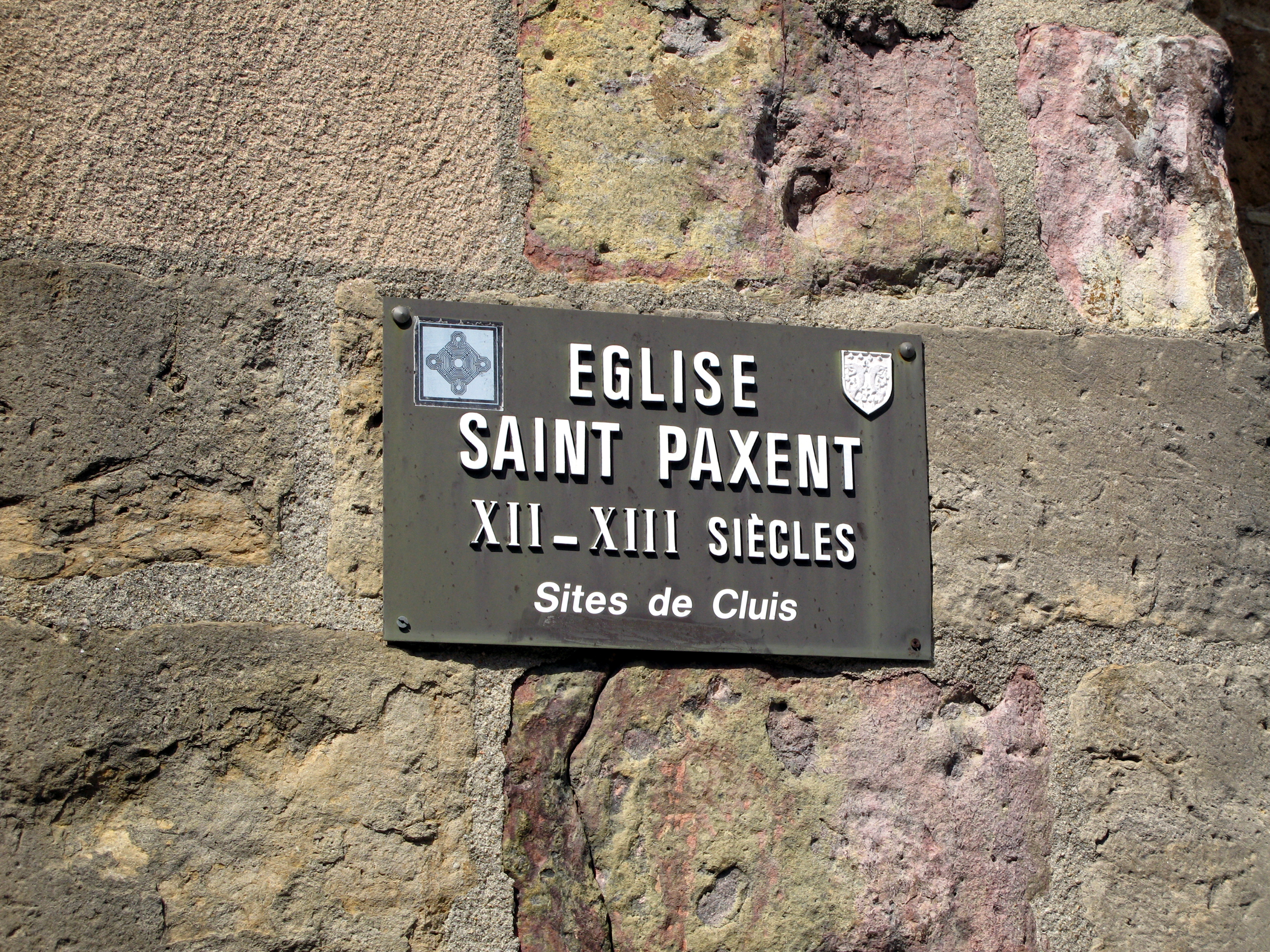
La plaque signalétique, en 2008.

## Description
Trois chapelles s'ouvrent sur la nef. À l'entrée de cette dernière, le clocher présente une tour carrée reposant sur les murs de l'église contre lesquels sont plaqués quatre contreforts massifs. Le chœur et le sanctuaire se terminent par un mur droit percé de grandes fenêtres surmontées d'une rose. la décoration très sobre rappelle celle des monastères cisterciens, comme l'abbaye Notre-Dame de Varennes. L'une des chapelles s'ouvre par un arc doubleau reposant sur des chapiteaux du XIe siècle provenant sans doute d'une église primitive. Parmi eux, on trouve des animaux affrontés, des végétaux mais aussi une tête de diable avec des restes de polychromie.
La croisée du transept est occupée par une tour dont l'escalier conduit aux combles. La situation de cette tour, l'œil placé à la clef de voûte du transept et les pierres débordantes qui se trouvent sur les voûtes à cet endroit, montrent qu'à l'origine le clocher devait être là.
L'église abrite :
- une statue de Notre-Dame de la Trinité, statue en marbre de Paros du XIVe siècle. Cette Vierge à l'Enfant était autrefois dans la chapelle de Cluis-Dessous ;
- deux tableaux de Césaire Quilier, représentant le martyre de saint Paxent et de sainte Barbe (1818) ;
- un arc de gloire autrefois à l'entrée du chœur ;
- une litre funéraire de la famille des Gaucourt ;
- une pietà du XIXe siècle.
- trois vitraux et un oculus contemporains, réalisé par l'atelier Dettviller et Tillier sur des cartons d'André Louis Pierre

## Galerie de photographies

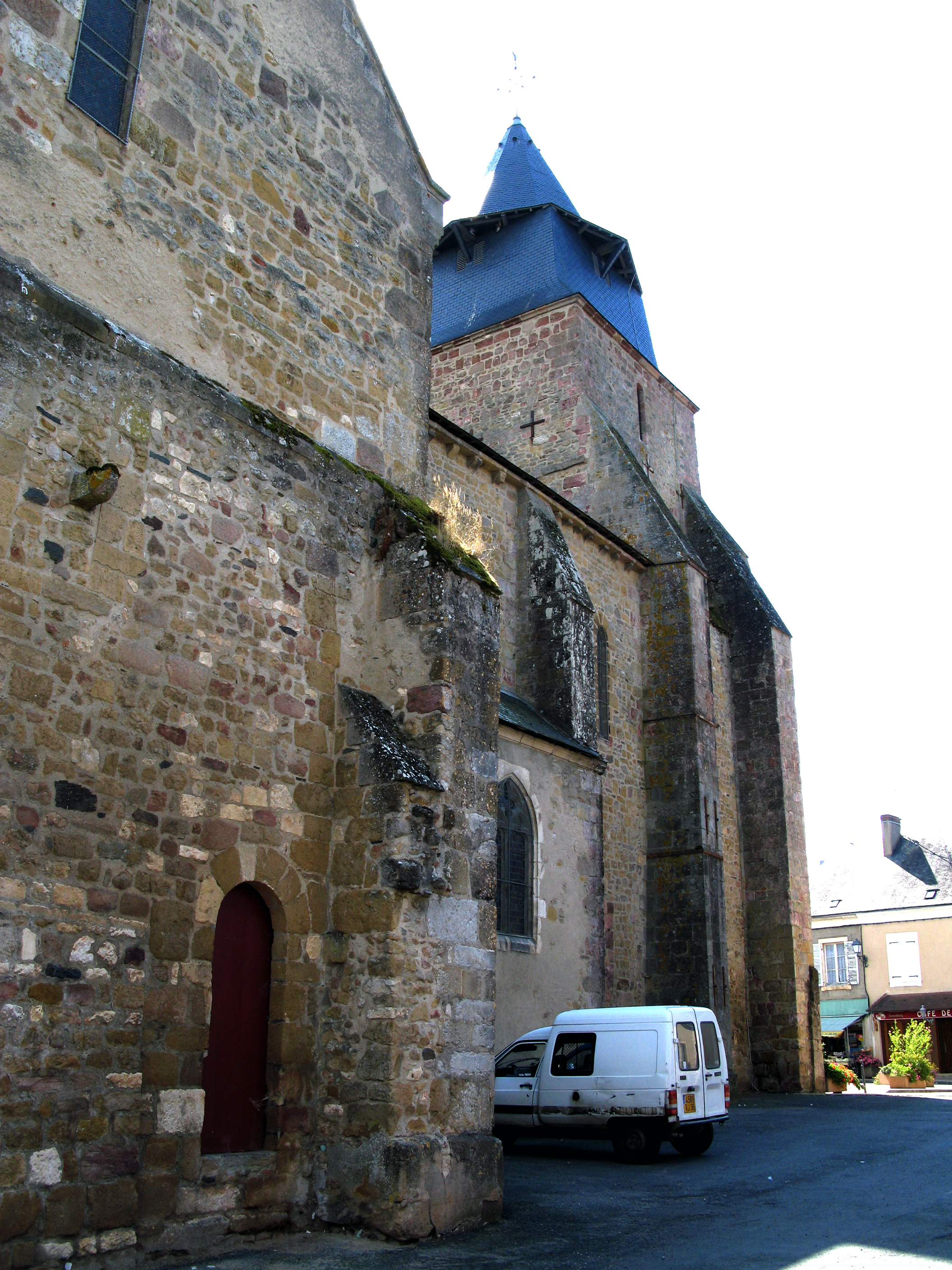
L'église Saint-Paxent, en 2008.
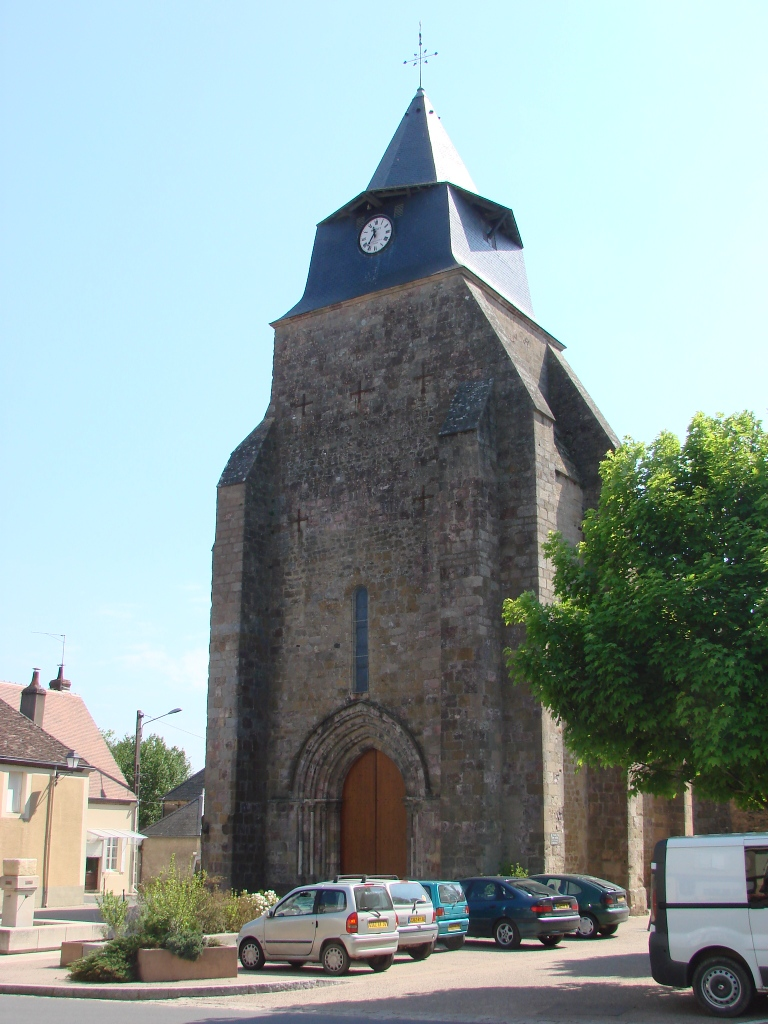
L'entrée de l'église, en 2008.